# 維迪斯職業足球基金會
維迪斯職業足球基金會（荷蘭語：Stichting Betaald Voetbal Vitesse），一般稱為維迪斯，是一間位於荷蘭東部城市阿納姆足球會，成立於1892年。主場是格爾雷多梅球場，可容納 20,000 人。

## 歷史
維迪斯乃於1892年5月14日成立。其成立構想源自球會早期成立的板球隊。
維迪斯在荷甲獲得相當程度的成功，曾三次晉身荷蘭杯決賽(1912、1927、1990)。但由於未曾取得過荷甲聯賽冠軍，和荷甲三強(飛燕諾、燕豪芬、阿積士)相比，卻從未被比較。八十年代球會一度面臨破產，最後解決方法是成立一個新的管理層，來管理一線隊和青年軍。蓋因八十年代前球會最為人詬病的地方，就是球會的架構，令球會未能協調一線隊和青年軍的球員。
球會先前一直都因為在聯賽能在頭五名完成，而獲得歐洲足協杯的參賽資格。惟自從2003年起，球會就回落至十分艱難的處境，因為球會發現前董事阿拿巴亞(Karel Aalbers)牽涉一宗在2000年發生的逃稅案。自此之後球會就未能返回前列位置。球會之所以沒有破產，是因為阿納姆市政府的介入，買了格爾雷多梅球場，和提出一籃子解決財政困難的方案，拯救了本來應該破產的球會。
在2006年，球會教練史杜寧(Edward Sturing)在任教和效力球會18年後，宣佈有意離開球會。
2010年起，球會由格魯吉亞商人佐敦尼亞(Merab Jordania)入主，他與車路士班主、油王份屬好友，因此球會常獲安排從車路士外借不少年輕球員加盟，如卡古達、雲安賀治等，使球隊實力增添不少，成為荷甲有力爭奪歐洲賽資格的常客。

## 主場
維迪斯的所在地位於阿納姆，主場是加尔勒球场。這是城中唯一一個球場，在1998年建成。球場擁有一個可活動的上蓋，同時也有個可轉換用途的場地，這些設施可因應不同的活動而有所調整，例如演唱會等。球場的容量雖然只有29,600人，但其主場平均入座人數只稍少於20,000人，在荷蘭來說已經是不錯了。

## 著名球員
- 雲浩東
- 馬卡爾
- 高古

## 外部連結
- （荷兰文） 官方網站 （页面存档备份，存于）
- （荷兰文） 官方球迷網站 （页面存档备份，存于）